# Live fast, love hard, die young
Live fast, love hard, die young is een lied dat werd geschreven door songwriter Joe Allison. Countryzanger Faron Young bracht het in 1955 uit op een single met Forgive me dear op de B-kant. Hij gaf in die jaren nog geen elpees uit, zodat dit nummer niet op een reguliere elpee terechtkwam. Dit was de eerste nummer 1-hit van Young in Billboards Hot Country Songs. Hij had wel al een vijftal top 10-hits gehad.
Van Vicki Young verscheen in 1955 ook een versie op een single. Op elpees verschenen covers van onder meer Conway Twitty (The Conway Twitty touch, 1961), Nick Lowe & His Cowboy Outfit (gelijknamig, 1984), Buck Owens (Honky tonk man, 2013), Chris Shiflett & The Dead Peasants  (All hat and no cattle, 2013), maar ook van van hemzelf samen met andere artiesten als Willie Nelson, Roger Miller en Don Williams. Ook leidde de titel tot inspiratie voor andere nummers met de titel Live fast, die young. Bijvoorbeeld had Aqua in 2009 een hit in Denemarken met een dancenummer met die titel.